# Kup europskih prvaka 1972./73. (košarka)
Ovo je šesnaesto izdanje Kupa europskih prvaka u košarci. Ignis Varese obranio je naslov. Sudjelovalo je 27 momčadi. Završnica je odigrana u Liègeu 22. ožujka 1973. Jugoslavija je imala jednog predstavnika: beogradsku Crvenu zvezdu.

## Turnir

### Poluzavršnica
- Simmenthal Milano -  Ignis Varese 72:97, 100:115
- Crvena zvezda -  CSKA Moskva 90:98, 83:100

### Završnica
- Ignis Varese -  CSKA Moskva 71:66

- europski prvak:  Ignis Varese (treći naslov)
  - sastav ([1]): Edoardo Rusconi, Ottorino Flaborea, Franco Bartolucci, Giorgio Chiarini, Marino Zanatta, Bob Morse, Aldo Ossola, Dino Meneghin, Paolo Polzot, Massimo Lucarelli, Ivan Bisson, Manuel Raga, trener Aza Nikolić